# Waschkiwzi
Waschkiwzi (ukrainisch Вашківці; deutsch Waschkoutz, russisch Вашковцы Waschkowzy, rumänisch Vășcăuți oder Vășcăuți-pe-Ceremuș, polnisch Waszkowce) ist eine Stadt in der ukrainischen Oblast Tscherniwzi. Sie liegt am rechten Ufer des Tscheremosch, etwa 33 km westlich von Czernowitz und 32 km nordöstlich der Rajonshauptstadt Wyschnyzja.

## Geschichte
Die Stadt wurde zum ersten Mal in den 1430er Jahren, damals noch unter dem Namen Wasko, schriftlich erwähnt. Sie gehörte bis 1774 zum Fürstentum Moldau, danach war sie bis 1918 ein Teil Österreich-Ungarns, dort ab 1849 im Kronland Bukowina.
Der damalige Marktflecken wurde unter österreichischer Herrschaft zum Sitz einer Bezirkshauptmannschaft und eines Bezirksgerichts. Seit 1940 hat der Ort den Stadtstatus. Wichtig für die wirtschaftliche Entwicklung war die Eröffnung der Lokalbahn Nepolokoutz–Wiznitz der Bukowinaer Lokalbahnen im Juni 1898, die im Ort einen Bahnhof hatte.
Nach dem Ende des Ersten Weltkriegs kam der Ort zu Rumänien (im Kreis Storojineț) und wurde Grenzstadt zu Polen. Im Zuge der Annexion der Nordbukowina am 28. Juni 1940 wurde sie ein Teil der Sowjetunion (zwischen 1941 und 1944 wiederum zu Rumänien) und ist seit 1991 ein Teil der unabhängigen Ukraine.
Im Ort gab es eine kleine jüdische Gemeinde, die im Zweiten Weltkrieg getötet oder vertrieben wurde, der Großteil der Bevölkerung war aber ukrainischer Abstammung.

## Verwaltungsgliederung
Am 14. September 2016 wurde die Stadt zum Zentrum der neu gegründeten Stadtgemeinde Waschkiwzi (Вашківецька міська громада/Waschkiwezka miska hromada). Zu dieser zählen auch die 5 in der untenstehenden Tabelle aufgelistetenen Dörfer; bis dahin bildete sie zusammen mit dem südöstlich gelegenen Dorf Woloka (Волока) die Stadtratsgemeinde Waschkiwzi (Вашківецька міська рада/Waschkiwezka miska rada) im Rajon Wyschnyzja.
Am 12. Juni 2020 kam noch das Dorf Sloboda-Banyliw zur Stadtgemeinde hinzu.
Folgende Orte sind neben dem Hauptort Waschkiwzi Teil der Gemeinde:
| Name                     | Name            | Name                              | Name                | Name                |
| ukrainisch transkribiert | ukrainisch      | russisch                          | rumänisch           | deutsch             |
| ------------------------ | --------------- | --------------------------------- | ------------------- | ------------------- |
| Babyne                   | Бабине          | Бабино (Babino)                   | Babin               | Babin               |
| Karaptschiw              | Карапчів        | Карапчов (Karaptschow)            | Carapciu pe Ceremuş | Karapcziu           |
| Samostja                 | Замостя         | Замостье (Samostje)               | Zamostea            | Zamostie/Zamosce    |
| Sloboda-Banyliw          | Слобода-Банилів | Слобода-Банилов (Sloboda-Banilow) | Slobozia Bănilei    | Slobodzia-Banilla   |
| Waly                     | Вали            | Валы                              | Valea               | –                   |
| Woloka                   | Волока          | Волока                            | Voloca pe Ceremuș   | Woloka am Czeremosz |

## Söhne und Töchter der Ortschaft
- Joseph von Cavallar (1739–1812), altösterreichischer Feldmarschall-Leutnant